# 3645 Fabini
A 3645 Fabini (ideiglenes jelöléssel 1981 QZ) a Naprendszer kisbolygóövében található aszteroida. Antonín Mrkos fedezte fel 1981. augusztus 28-án.